# Felicity
Felicity è una serie televisiva statunitense prodotta dal 1998 al 2002. La serie, creata da J. J. Abrams e Matt Reeves, è interpretata da Keri Russell.

## Trama
Felicity Porter è una ragazza della California che sogna di diventare medico come suo padre. Aiutata economicamente dai genitori, si appresta a realizzare il suo sogno a due passi da casa, ma il giorno della consegna dei diplomi di maturità accade qualcosa d'inaspettato. Felicity rincontra Ben, di cui era stata segretamente innamorata al liceo, e la dedica che il ragazzo le scrive sull'annuario la porta a stravolgere completamente i suoi piani per il futuro: contro il volere della famiglia decide di seguire Ben andando a studiare dall'altra parte del paese, a New York e, all'insaputa dei suoi, abbandona la medicina per intraprendere la facoltà di arte. Una volta arrivata nella "grande mela", Felicity deve però scontrarsi con la dura realtà di aver inseguito qualcosa che non c'è, con Ben che non ricambia i suoi sentimenti. La ragazza deve così adattarsi a vivere una vita diversa da quella che aveva sempre immaginato.

## Episodi
La serie, prodotta da Brian Grazer e Ron Howard, è composta da 84 episodi divisi in 4 stagioni.
| Stagione         | Episodi | Prima TV originale | Prima TV Italia |
| ---------------- | ------- | ------------------ | --------------- |
| Prima stagione   | 22      | 1998-1999          | 2002            |
| Seconda stagione | 23      | 1999-2000          | 2002            |
| Terza stagione   | 17      | 2000-2001          | 2003            |
| Quarta stagione  | 22      | 2001-2002          | 2003-2004       |

## Personaggi e interpreti
Inizialmente Scott Foley fu provinato per il ruolo di Ben, ma quando uno dei produttori scoprì Scott Speedman, a Foley venne assegnato il ruolo di Noel.
Alla serie hanno partecipato come guest star anche attori come Lisa Edelstein, Tyra Banks, Jennifer Garner, Sarah Jane Morris, Michael Peña, Simon Rex, Dash Mihok, Ali Landry, Eddie Cahill e Adam Rodríguez.

### Personaggi principali
- Felicity Porter (stagioni 1-4), interpretata da Keri Russell, doppiata da Stella Musy.
- Ben Covington (stagioni 1-4), interpretato da Scott Speedman, doppiato da Francesco Bulckaen.
- Noel Crane (stagioni 1-4), interpretato da Scott Foley, doppiato da Massimiliano Alto.
- Julie Emrick (stagioni 1-2), interpretata da Amy Jo Johnson, doppiata da Emanuela D'Amico.
- Elena Tyler (stagioni 1-4), interpretata da Tangi Miller, doppiata da Fabiana Felici.
- Meghan Rotundi (stagioni 1-4), interpretata da Amanda Foreman, doppiata da Tatiana Dessi.
- Sean Blumberg (stagioni 1-4), interpretato da Greg Grunberg, doppiato da Marco De Risi.

### Personaggi secondari
- Sally Reardon (stagioni 1-4), interpretata da Janeane Garofalo (se ne sente solo la voce).
- Javier Clemente Quintata (stagioni 1-4), interpretato da Ian Gomez.
- Richard Coad (stagioni 1-4), interpretato da Rob Benedict.
- Ruby (stagioni 2-3), interpretata da Amy Smart.
- Molly (stagione 3), interpretata da Sarah-Jane Potts.
- Tracy (stagioni 3-4), interpretato da Donald Faison.

## Controversie
Già a partire dalla seconda stagione la serie accusò un brusco calo di ascolti, dopo che l'attrice protagonista tagliò la sua lunga chioma boccoluta sostituendola con un taglio molto corto, cosa che molti fan della serie non approvarono. Da allora il network The WB impose una clausola nei contratti dei giovani attori delle proprie serie televisive riguardante l'alterazione del loro look.